# Boruca
Le boruca est une langue chibchane parlée par les Borucas au Costa Rica, dans le canton de Buenos Aires dans la province de Puntarenas. Elle n’était parlée que par cinq femmes couramment en 1986, et environ 30 ou 35 non couramment. Les autres Borucas parlent l’espagnol mais la langue est enseignée comme langue seconde à l’école primaire Doris Z. Stone.

## Écriture
| a | b | c | ch | d | e | g | h | i | j | m | n | ñ | n̈ | o | qu | r | s | sh | t | u | x | y | ᵛ |